# Korolivka, Brodî
Korolivka (în ucraineană Королівка) este un sat în comuna Leșniv din raionul Brodî, regiunea Liov, Ucraina.

## Demografie
Componența lingvistică a localității Korolivka
     Ucraineană (99,33%)
     Alte limbi (0,67%)
Conform recensământului din 2001, majoritatea populației localității Korolivka era vorbitoare de ucraineană (99,33%), existând în minoritate și vorbitori de alte limbi.